# Le Rite (film)
Pour les articles homonymes, voir Le Rite.
Pour plus de détails, voir Fiche technique et Distribution.
Le Rite (The Rite) est un film d'horreur américain réalisé par Mikael Håfström sur le scénario de Michael Petroni librement inspiré du livre de Matt Baglio Le Rite : La Formation d'un exorciste au Vatican sur la formation exorciste dispensée par l'Athénée Pontifical. Distribué par Warner Bros., ce film est sorti en 2011.

## Synopsis
Michael Kovak, un séminariste sceptique, assiste à contrecœur à des cours d'exorcisme au Vatican, organisés par l'Athénée Pontifical Regina Apostolorum. À Rome, il rencontre un prêtre peu ordinaire, le père Lucas ; celui-ci lui présente la face obscure de sa foi.

## Fiche technique
- Titre original : The Rite
- Titre français: Le Rite
- Réalisation : Mikael Håfström
  - Premier assistant à la réalisation : Sean Guest, Filippo Fassetta (en Italie), Bruce Terris (en Chicago)
  - Second assistant à la réalisation : Senica Billingsley, James Andrew Haven, Luca Padrini (Italie), Bogi Móricz (en Hongrie)
  - Troisième assistant à la réalisation : Barbara Bevacqua (Italie), Linda Marián (Hongrie)
- Scénario : Michael Petroni, d'après le reportage de Matt Baglio The Rite: The Making of a Modern Exorcist
- Direction artistique : Lóránt Jávor et Stuart Kearns
- Décors : Peter Walpole
- Costumes : Carlo Poggioli
- Direction de la photographie : Ben Davis
- Montage : David Rosenbloom
- Musique : Alex Heffes
- Casting : Deborah Aquila et Mary Tricia Wood
- Production : Beau Flynn et Tripp Vinson
  - Coproduction : Christy Fletcher et Mark Tuohy
  - Production exécutive : Robert Bernacchi
  - Production associée : Christopher Almerico
- Supervision des effets spéciaux : Gabor Kiszelly
  - Société des effets spéciaux : Leonardo Cruciano Workshop
- Supervisions des effets visuels : Michael Janov et Marc Kolbe
  - Sociétés des effets visuels : Prologue, CIS Hollywood, Pixmondo
- Société de production : Contrafilm, Fletcher & Company et New Line Cinema
- Société de distribution : Warner Bros.
- Budget : 37 000 000 de dollars
- Pays d'origine :  États-Unis
- Langue originale : anglais
- Format : couleur - 2,35:1 - 35 mm
- Genre : Thriller, horreur, drame
- Durée : 114 minutes
- Dates de sortie :
  -  États-Unis,  Canada : 28 janvier 2011
  -  France : 9 mars 2011
- Interdit aux moins de 12 ans

## Distribution
- Anthony Hopkins (V. F. : Jean-Pierre Moulin ; V. Q. : Vincent Davy) : le père Lucas Trevant
- Colin O'Donoghue (V. F. : Rémi Bichet ; V. Q. : Martin Watier) : Michael Kovak
- Alice Braga (V. F. : Élisabeth Ventura ; V. Q. : Marika Lhoumeau) : Angeline
- Ciarán Hinds  (V. F. : Philippe Catoire ; V. Q. : Jean-Luc Montminy) : le père Xavier
- Toby Jones (V. F. : Éric Missoffe ; V. Q. : Alain Zouvi) : le père Matthew
- Rutger Hauer  (V. F. : Hervé Bellon ; V. Q. : Guy Nadon) : Istvan Kovak
- Torrey DeVitto (V. Q. : Aurélie Morgane) : Nina
- Marija Karan  (V. Q. : Julie Beauchemin) : Sandra
- Chris Marquette  (V. F. : Damien Hartmann ; V. Q. : Nicolas Charbonneaux-Collombet) : Eddie
- Marta Gastini (V. Q. : Sarah-Jeanne Labrosse) : Rosaria
- Maria Grazia Cucinotta
- Andrea Calligari : Vincenzo

Source et légende : Version française (V. F.) sur AlloDoublage Version québécoise (V. Q.) sur Doublage Québec

## Box-office
- Mondial : 90 millions $
- États-Unis: 33 millions $
- France : 7,3 millions $ (800 000 entrées)